# Стефан Медіна
Джон Стефан Медіна (ісп. John Stefan Medina, нар. 14 червня 1992, Енвігадо) — колумбійський футболіст, захисник клубу «Атлетіко Насьйональ» та національної збірної Колумбії.

## Клубна кар'єра
У дорослому футболі дебютував 2010 року виступами за команду клубу «Атлетіко Насьйональ», кольори якої захищає й донині. За цей час виграв два національні чемпіонати, два національних кубки та одну Суперлігу Коломбіану.

## Виступи за збірні
2009 року у складі юнацької збірної Колумбії, взяв участь у юнацькому (U-17) чемпіонаті світу в Нігерії, де зіграв у 2 іграх, а збірна зайняла четверте місце.
Протягом 2011–2013 років залучався до складу молодіжної збірної Колумбії. На молодіжному рівні зіграв у 1 офіційному матчі.
10 вересня 2013 року дебютував в офіційних іграх у складі національної збірної Колумбії в матчі-відбору на чемпіонат світу 2014 року проти збірної Уругваю, який завершився поразкою колумбійців 0:2. Наразі провів у формі головної команди країни 2 матчі.

## Досягнення
- Чемпіон Колумбії (4): 2011-I, 2013-I, 2013-II, 2014-I
- Володар Кубка Колумбії (2): 2012, 2013
- Володар Суперліги Коломбіана (1): 2012
- Чемпіон Мексики (2): 2016 К, 2019 А
- Володар Кубка Мексики (2): 2017 А, 2019-20
- Володар Ліги чемпіонів КОНКАКАФ (3): 2016-17, 2019, 2021
- Бронзовий призер Кубка Америки: 2016, 2021